# Pygopleurus demelti
Pygopleurus demelti är en skalbaggsart som beskrevs av Rudolph Petrovitz 1967. Pygopleurus demelti ingår i släktet Pygopleurus och familjen Glaphyridae. Inga underarter finns listade i Catalogue of Life.